# Симпатоміметики
Симпатоміметики  — лікарські засоби, що імітують дію адреналіну або норадреналіну, викликаючи ефекти активації симпатичної автономної нервової системи або її частин[джерело?][уточнити].
Симпатоміметичні засоби поділяються на групи за двома ознаками. Першою є тип рецепторів на які діє препарат. Другою — спосіб дії. Він може бути прямим (через активацію рецептора) та опосередкованим. Деякі препарати діють як прямим шляхом, так і опосередковано.

## Рецептори
Дія лікарського засобу (переважно це стосується препаратів прямої дії) залежить від його взаємодії із певним типом рецептора. Рецептори до даних сполук представлені серпентинами. Важливими для фізіологічних ефектів викликаних симпатоміметиками є наступні типи G-білків:
- активуючий аденілатциклазу білок Gs[en]
- інгібуючі аденілатциклазу білки Gi[en] та Go
- білки Gq[en]та G11, що зв’язують α-рецептори з фосфоліпазою C.

### Типи рецепторів

#### Адренорецептори
Тип альфа представлений α1 (3 підтипи)- та α2 (3 підтипи)-адренорецепторами.
Рецептори типу α1 через білки Gq активують фосфоліпазу C. Фермент гідролізує поліфосфоінозитиди до утворення інозитол-1,4,5-трифосфату (IP3) та діацилгліцеролу (DAG). IP3 сприяє виходу Ca2+  із внутрішньоклітинних депо, що призводить до підвищення його концентрації в цитоплазмі та активації кальцій-залежних протеїнкіназ. Також активація цих рецепторів може збільшувати надходження Ca2+ до клітини через плазматичну мембрану клітини. Діацилгліцерол із Ca2+ + активує протеїнкіназу C, яка модулює активність багатьох сигнальних шляхів у клітині. Рецептори типу α1 активують сигнальні шляхи, що стимулюють тирозинкінази. Виявлено, що рецептори α1активують мітогенактивовані протеїнкінази (MAP-кінази) та поліфосфоінозитол-3-кіназу (PI-3-кіназу).
Рецептори α2  зв’язані з регуляторним білком Gi, що виконує функцію інгібування. Він зменшує активність аденілатциклази, що викликає зменшення концентрації цАМФ у цитоплазмі. Рецептори α2 регулюють активність іонних каналів та ферментів, що беруть участь у передачі сигналу. 
Тип бета представлений β1, β2 та β3 рецепторами.
Всі три підтипи рецепторів через білок Gs активують аденілатциклазу. Ці адренорецептори також можуть активувати потенціал-залежні кальцієві канали у серцевому м’язі. Також ці рецептори можуть зв’язуватися із білками Gq.  Рецептор β3 має меншу спорідненість до агоністів ніж рецептори β1 та β2, але стійкіший до десенсибілізації.

#### Дофамінові рецептори
Дофамін викликає біологічні ефекти опосередковані його взаємодією із дофаміновими рецепторами (5 підтипів, з точки зору терапії важливі 3). Важливу роль ці рецептори відіграють у регуляції функціонування головного мозку та судин черевної порожнини та нирок. 
Рецептор D1 асоційований з активацією аденілатциклази. Рецептори D2 діють на аденілатциклазу антагоністично відносно дії рецепторів D1, а також відкривають калієві канали та зменшують надходження кальцію до клітини.

### Селективність рецепторів[en]
При збільшенні концентрації лікарської речовини, вона може взаємодіяти зі спорідненими типами рецепторів. Також ефекти препарату можуть залежати від експресії генів підтипів рецепторів у певній тканині.

### Регуляція активності рецепторів
Відповіді на зв’язування речовини адренорецептором регулюють також інші гормони та ліки, вона залежить від віку та різних патологічних станів. 
Десенсибілізація відповідей опосередкованих рецепторами зв’язаними з G-білками поділяється на дві категорії. Повторна або довготривала активація агоністом викликає гомологічну десенсибілізацію. Якщо  десенсибілізація одного рецептора його агоністами призводить до сенсибілізації іншого рецептора (який не був активований агоністом безпосередньо), то така десенсибілізація є гетерологічною. 
Також незалежні від G-білків сигнальні шляхи можуть бути активовані аррестинами.

### Поліморфізм рецепторів
Деякі поліморфізми мають клінічне значення, змінюючи схильність до таких патологій як серцева недостатність, а також модулюють реакції на терапевтичні засоби від астми.

## Хімічна структура симпатоміметичних засобів

Фенілетиламін

Вихідною сполукою, з якої отримуються симпатоміметичні засоби є фенілетиламін, що складається з бензольного кільця з боковим ланцюгом етиламіну. Катехоламіни є групою сполук які мають –OH групи в положеннях 3 та 4 бензольного кільця.
Катехоли з різною сопрідненістю до α- та β-адренорецепторів отримуються завдяки заміщенням водню: 
1. на бензольному кільці
2. у кінцевій аміногрупі
3. біля α- або β- атомів вуглецю.

Хімічна структура визначає, крім спорідненості до підтипу рецептора, фармакокінетичні  властивості та біодоступність лікарської речовини.

### Заміщення на бензольному кільці
Наявність –OH групи в положеннях 3 та 4 бензольного кільця робить катехоламіни найбільш потужними активаторами α- та β-адренорецепторів. Відсутність однієї з цих(або обох) –OH груп суттєво знижує спорідненість речовини до рецептора.
З іншого боку наявність цих груп робить катехоламіни субстратом для катехол-О-метилтрансферази(COMT), завдяки чому, наприклад катехоламіни не можуть прийматися перорально. Також наявність цих –OH груп погіршує поширення катехоламінів у центральній нервовій системі.

### Заміщення в аміногрупі
Існує залежність між розміром алкільного замісника в аміногрупі із силою активації сполукою β-адренорецепторів. Є й зворотня залежність: таке збільшення замісника знижує ефективність активації α-адренорецепторів.

### Заміщення водню на α-вуглеці

Фенілізопропіламін. Заміщення водню на альфа-вуглеці метильною групою

Блокують окислення речовини моноаміноксидазою(МАО), пролонгуючи час дії препарату. Деякі фенілізопропіламіни додатково мають здатність до витіснення катехоламінів із місць депонування в норадренергічних нервах.

### Заміщення водню на β-вуглеці
β-гідроксильна група має значення для зберігання симпатоміметичних амінів у везикулах нервових закінчень. Таку групу має більшість агоністів прямої дії.

##### α_{2}-адреноміметики

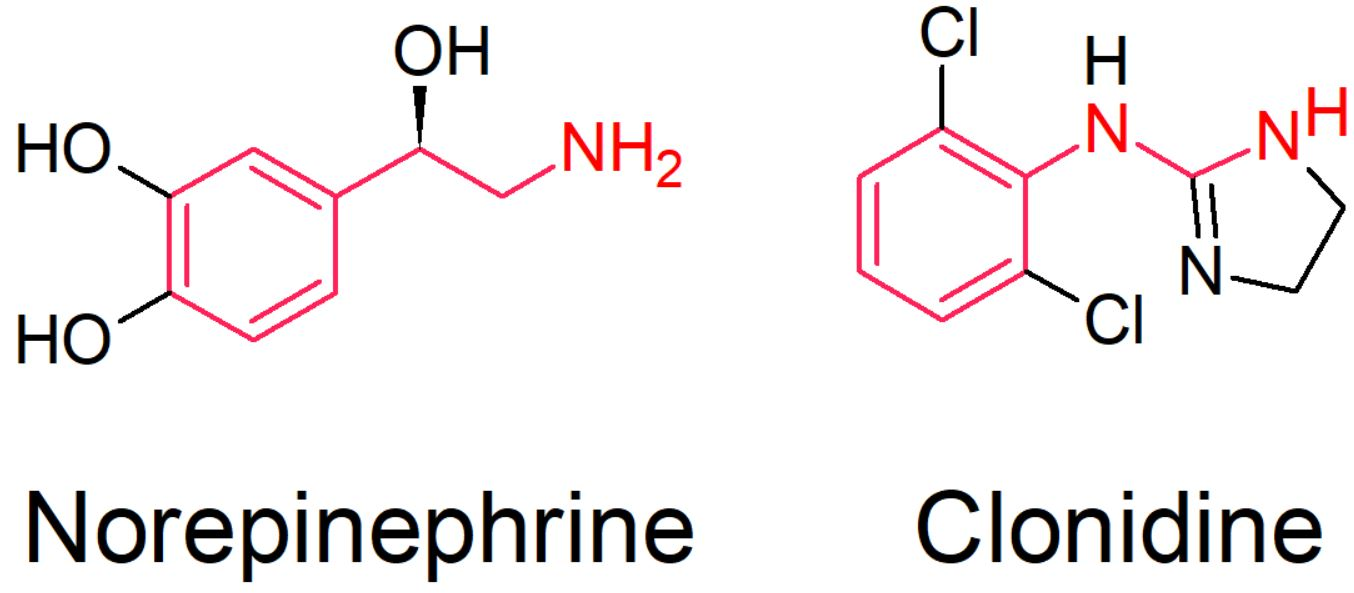
Порівняння норадреналіну з клонідином. Подібність між двома структурами показана червоним.

## Приклади

### Ендогенні катехоламіни

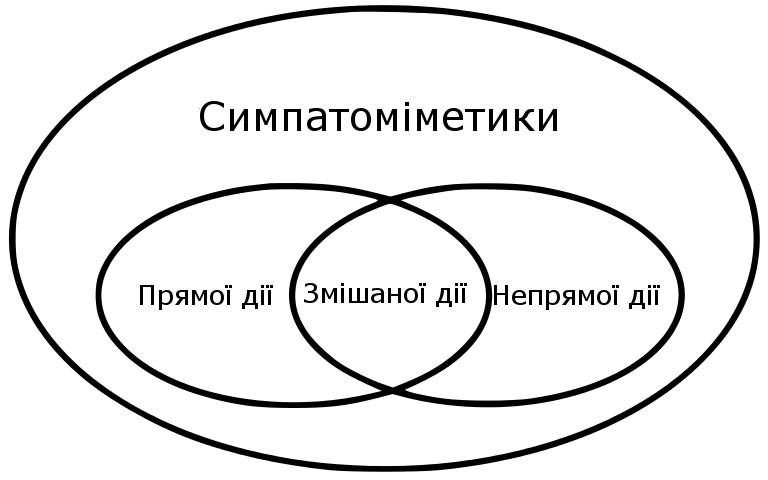
Симпатоміметики змішаної дії діють одночасно як препарати прямої та непрямої дії

- Адреналін (епінефрин) – агоніст α- та β-адренорецепторів. Сильний судинозвужуючий засіб та серцевий стимулятор. Інотропна та хронотропна дія на серце та вазоконстрикція в багатьох судинних руслах викликаються взаємодією з α-адренорецепторами. При цьому в деяких судинах взаємодія з β-адренорецепторами викликає їх розширення та падіння периферичного опору. Також взаємодія з цими рецепторами в скелетних м’язах сприяє посиленню в них кровообігу при фізичних навантаженнях.
- Норадреналін (левартеренол, норепінефрин) – агоніст α1- та α2-адренорецепторів. Активує також рецептори β1. Підвищує систолічний та діастолічний артеріальний тиск. Викликає стійкий інотропний ефект.
- Дофамін

### Симпатоміметики прямої дії

#### α-адреноміметики

##### α1-адреноміметики
- Мідодрин[en] – пролікарський засіб, що гідролізується до дезглімідодрина, селективного агоніста α1-рецепторів. Використовується при лікуванні ортостатичної гіпотензії. Здатний викликати гіпертензію в пацієнта який знаходиться в положенні на спині.
- Оксиметазолін – α-агоніст, що використовується як місцевий протинабряковий засіб. Має велику спорідненість до α2A-рецепторів. У високих дозах викликає гіпотензію.
- Фенілефрин – використовується для усунення набряків та як мідріатичний засіб. Не інактивується COMT, має тривалішу за катехоламіни дію. Може використовуватися для підвищення артеріального тиску.

##### α2-адреноміметики
- Гуанабенз[en]
- Гуанфацин[en]
- Дексмедетомінідин[en]
- Клонідин
- Метилдопа
- Моксонідин
- Рілменідин
- Тизанідин

#### β-адреноміметики
Бета-адреноміметики (заст. Бета-адреностимулятори)

##### β1-адреноміметики
- Денопамін[en]
- Добутамін – використовується для фармакологічного стрес-тесту при ішемічній хворобі серця.

##### β2-адреноміметики
- Ізопротеренол(ізопреналін) – сильний агоніст β-рецепторів. Викликає позитивний хронотропний та інотропний ефекти. Є сильнодіючим вазодилататором.
- Індакатерол
- Сальметерол

### Симпатоміметики змішаної дії
- Ефедрин – некатехолфенілізопропіламін, має високу біодоступність та тривалу дію. Інгібує МАО та COMT, при цьому здатний активувати обидва типи адренорецепторів.
- Псевдоефедрин

### Симпатоміметики непрямої дії
Підсилюють дію ендогенних катехоламінів шляхом:
- витіснення катехоламінів із адренергічних нервових закінчень (амфетамін-подібні)
- попередження метаболічного розщеплення ферментами
- блокади транспортера норадреналіну (NET)

Кокаїн та селективні блокатори NET, такі як атомоксетин і ребоксетин, порушують повернення норадреналіну із синаптичної щілини, що призводить до збільшення активацій адренорецепторів. Даний ефект може викликати картину місцевої симпатичної реакції, але він часто врівноважується стимуляцією центральних (стовбур головного мозку) α2-адренорецепторів. 

#### Амфетамін-подібні
- Амфетамін – рацемічна суміш фінілізопропіламіну. Фармакокінетично подібний до ефедрину, легко проникає до ЦНС. Викликає стимулюючу дію на настрій та увагу, пригнічує апетит. D-ізомер амфетаміну має більшу активність ніж L-ізомер. Дія опосередкована вивільненням норадреналіну та дофаміну.
- Метамфетамін (N-метиламфетамін)
- Метилфенідат
- Модафініл – психостимулятор який інгібує переносники норадреналіну та дофаміну, а також серотоніну та глутамату, знижуючи при цьому концентрацію ГАМК. Використовується для покращення стану пацієнтів із нарколепсією.
- Тирамін – непрямий симпатоміметик. Викликає вивільнення катехоламанів із норадренергічних нейронів. Легко метаболізується МАО в печінці.

#### Інгібітори зворотнього захоплення норадреналіну
- Атомоксетин – селективний інгібітор NET. Використовується для лікування синдрому дефіциту уваги.
- Дулоксетин – антидепресант із збалансованою інгібуючою дією на зворотнє захоплення серотоніну та норадреналіну.
- Кокаїн – місцевий анестетик із периферичною симптоматичною дією. Легко проникає в ЦНС та викликає амфетаміноподібний психологічний ефект, але коротший та інтенсивніший.
- Мілнаципран – блокатор транспортерів серотоніну та норадреналіну. Використовується для лікування фіброміалгії.
- Ребоксетин – використовується при великому депресивному розладі.

### Агоністи дофамінових рецепторів
- Леводопа
- Фенолдопам[en] – агоніст D1-рецепторів. Вибіркова дія проявляється периферичною вазодилатацією в деяких судинних руслах. Використовується внутрішньовенно при лікування тяжкої гіпертензії.

## Медичне застосування
Симпатоміметичні лікарські засоби вводяться в організм пацієнта наступними способами: перорально, ректально, місцево, внутрішньовенно, внутрішньоматочно, ендотрахеально та інгаляційно.
Схвалені FDA показання для використання симпатоміметичних засобів:
- Серцево-судинна система: лікування гіпотонії, в тому числі викликаної гіповолюмічним розподілювальним та нейрогенним шоком[1][2].
- Дихальна система: лікування астми та ХОЗЛ [3][4][5].
- Лікування алергічного риніту (в якості назальних деконгестантів) та кон’юнктивіту [6].
- Офтальмологія: відкритокутова глаукома [7].
- Неврологія: в складі місцевої анестезії [8].
- Психіатрія: лікування СПАУ та нарколепсії [9].
- Ендокринна система: лікування ожиріння [10].
- Сечостатева: включає нетримання сечі[11].